# Liste de personnalités liées à Banja Luka
Cet article propose une liste des personnalités liées à Banja Luka, qu'elles y soient nées ou qu'elles y aient vécu.

## Artistes
- Ivan Franjo Jukić (1818-1857), humaniste
- Petar Kočić (1877-1916), écrivain, poète
- Vlado Milošević (1901-1990), compositeur
- Dragan Šajnović (1907-1985), violoniste
- Aleksandar Ravlić (1929-2005), journaliste, photographe
- Adem Čejvan (1927-1989), acteur
- Muhamed Filipović (né en 1929), philosophe
- Nasiha Kapidžić-Hadžić (1931-1995), écrivaine, poétesse
- Alojz Ćurić (1933-2007), peintre ; né à Mrkonjić Grad, il est mort à Banja Luka où il a accompli la plus grande partie de sa carrière de peintre
- Ismet Bekrić (né en 1943), poète
- Mustafa Nadarević (né en 1943), acteur
- Irfan Horozović (né en 1947), écrivain
- Emir Krajišnik (né en 1954), peintre, sculpteur et vidéaste
- Zrinko Tutić (1955-), chanteur, compositeur et producteur de musique croate, né à Banja Luka
- Saša Lošić (né en 1964), chanteur, compositeur, compositeur de musique de film
- Indira Radić (née en 1966), chanteuse de turbo folk
- Goran Žižak (1975 ?-), chanteur, il produit sous le pseudonyme de DJ Krmak
- Boris Režak (né en 1976), chanteur
- Nebojša Malešević (né en 1983), mannequin, représentant de la Bosnie-Herzégovine au concours Mister Monde 2007
- Marija Šestić (née en 1987), chanteuse, représentante de la Bosnie-Herzégovine au Concours Eurovision de la chanson 2007

## Sportifs
- Zlatan Muslimović (né en 1981), footballeur
- Ivan Ljubičić (né en 1979), joueur de tennis
- Andrej Golić (né en 1974), joueur de handball
- Milorad Karalić (né en 1946), joueur de handball, originaire d'Ivanjska (aujourd'hui Potkozarje) près de Banja Luka ; pendant la majeure partie de la carrière, il a joué pour le RK Borac Banja Luka
- Nebojša Popović (né en 1947), joueur de handball ; originaire de Prijedor, il a passé la plus grande partie de sa carrière au RK Borac Banja Luka
- Slađana Golić, joueuse de basket-ball
- Marijan Beneš (né en 1951), boxeur et poète
- Darko Maletić (né en 1980), footballeur
- Radovan Bisić, boxeur
- Velimir Petković (né en 1956), joueur de handball et entraîneur
- Željko Buvač, joueur de football et entraîneur
- Mladen Bojinović (né en 1977), joueur de handball
- Božidar Jović (né en 1972), joueur de handball
- Neven Subotić (né en 1988), joueur de football
- Draženko Ninić (né en 1976), kick-boxeur ; né à Stuttgart, il vit à Banja depuis 2002 et a été champion du monde de coup de pied bas en 2009
- Anton Josipović (né en 1962), boxeur
- Abid Kovačević (né en 1952), footballeur ; originaire de Mrkonjić Grad, il a commencé sa carrière au FK Borac Banja Luka
- Marta Dikić, kayakiste
- Bojan Vujić, joueur de tennis

## Politiques, militaires et religieux
- Platon (Jovanović) (1874-1941), ancien évêque de l'éparchie de Banja Luka, canonisé en 1998
- Svetislav Milosavljević (1882-1960), ban de la banovine du Vrbas ; son pouvoir fut marqué par de nombreuses constructions.
- Veselin Masleša (1906-1943), écrivain, héros de la Seconde Guerre mondiale
- Nikola Koljević (1936-1997), homme politique, écrivain ; il a été l'une des références intellectuelles des Serbes de Bosnie
- Edhem efendi Čamdžić (1944 ?-), mufti actuel de Banja Luka
- Jefrem (Milutinović) (né en 1944), évêque de l'éparchie de Banja Luka
- Franjo Komarica (né en 1946), évêque du diocèse catholique de Banja Luka
- Igor Radojičić (né en 1966), président de l'Assemblée nationale de la république serbe de Bosnie